# NGC 5928
NGC 5928 este o galaxie lenticulară situată în constelația Șarpele. A fost descoperită în 24 mai 1791 de către William Herschel.